# Essence of Sorrow
Essence of Sorrow – to zespół muzyczny, którego liryczna tematyka nawiązuje do chrześcijaństwa. Powstał w 2005 roku z inicjatywy znanego m.in. z Divinefire Jani Stefanovica. Muzyka Essence of Sorrow to power metal z dodatkiem bardziej swobodnych kompozycji, charakteryzujący się mocnymi thrashmetalowymi riffami i melodyjnymi partiami wokalnymi.

## Członkowie zespołu
- Christian Palin – wokal (Random Eyes)
- Jani Stefanovic – gitara (Divinefire, Miseration)
- Timo Kuusjarvi – gitara (Random Eyes)
- Mikko Härkin – klawisze
- Rolf Pilve – perkusja (Dreamtale)

## Gościnnie
- Mats Levin – wokal (Yngwie Malmsteem, Therion, At Vance)
- Patrik Gardberg – gitara (Ammotrack)
- Thomas Johansson – gitara (Unmoored)
- Andreas Olsson – bas (Narnia, Divinefire)

## Dyskografia

### Płyty
- Reflections of the Obscure (2007)